# Histiodraco velifer
Histiodraco velifer är en fiskart som först beskrevs av Regan, 1914.  Histiodraco velifer ingår i släktet Histiodraco och familjen Artedidraconidae. Inga underarter finns listade i Catalogue of Life.